# Toussunlinna
Toussunlinna este o arie protejată (arie specială de conservare — SAC, sit de importanță comunitară — SCI) din Finlanda întinsă pe o suprafață de 19 ha, integral pe uscat.

## Localizare
Centrul sitului Toussunlinna este situat la coordonatele 62°32′48″N 26°47′08″E / 62.5467°N 26.7856°E.

## Înființare
Situl Toussunlinna a fost declarat sit de importanță comunitară în august 1998 pentru a proteja un număr necunoscut de specii din flora spontană și fauna sălbatică aflate în arealul zonei. Situl a fost protejat și ca arie specială de conservare în aprilie 2015.

## Biodiversitate
Situată în ecoregiunea boreală, aria protejată conține 4 habitate naturale: Izvoare fino-scandinave și mlaștini produse de izvoare bogate în minerale, Pante stâncoase silicioase cu vegetație casmofită, Taiga vestică, Păduri fino-scandinave bogate în ierburi cu Picea abies.
La baza desemnării sitului se află un număr nedeclarat de specii protejate.